# Richelberg
Richelberg ist ein Weiler der Ortsgemeinde Bleialf im Eifelkreis Bitburg-Prüm in Rheinland-Pfalz.

## Geographische Lage
Richelberg liegt rund 400 m nordöstlich des Hauptortes Bleialf am Rande einer Hochebene. Der Weiler ist überwiegend von landwirtschaftlichen Nutzflächen sowie einem Waldgebiet im Osten umgeben. Unmittelbar östlich des Ortes fließt der Dürenbach, der im Weiler zu drei Weihern aufgestaut ist. In einen dieser Weiher mündet der von Westen kommende Wöppelbach, ein Nebenarm des Dürenbachs. Wenig südlich von Richelberg mündet der Dürenbach in den Alfbach.

## Geschichte
Es ist von einer frühen Besiedelung des Gebietes um Richelsberg auszugehen. Bereits im Hochmittelalter wurde in der Region Bleierz abgebaut. Im heutigen Weiler befindet sich der ehemalige Schacht „August“.
Richelsberg gehörte im Jahre 1885 als Weiler von Bleialf zur Bürgermeisterei Bleialf und wurde von 19 Menschen bewohnt.

## Naherholung
Die Gemeinde Bleialf ist mit diversen Wanderwegen ausgestattet. Vier davon befassen sich mit dem Thema Bleierzabbau und führen entlang des Bergwerks in Hamburg-Mühlenberg und entlang mehrerer ehemaliger Schächte, wie dem August-Schacht in Richelberg. Die Länge dieser Wanderwege variiert zwischen 4 und 11 km. Auch die Route 4 des Prümer Landes führt zum Schacht in Richelberg und behandelt das Thema Bleialf und die Schneifel.
Der Weiler ist zudem für die drei Weiher bekannt, die unter anderem von einem örtlichen Angelverein genutzt werden aber auch von touristischer Bedeutung sind.

## Verkehr
Es existiert eine regelmäßige Busverbindung ab Bleialf.
Richelberg ist lediglich durch eine Gemeindestraße erschlossen. Wenig südlich verläuft die Kreisstraße 104 und die Landesstraße 17 durch Bleialf.